# ISO/TC211
Il TC211 è il Technical Committee ISO che dal 1994 si occupa di standard per le informazioni geografiche e la geomatica.
Attualmente gli standard pubblicati (IS) della serie 19100 sono oltre 30;  altri documenti sono in corso di elaborazione o di approvazione.

## Standard pubblicati (IS)
Per ogni standard è riportato, in corsivo, la corrispondente norma italiana UNI:
- ISO 6709:1983 Standard representation of latitude, longitude and altitude for geographic point locations
- ISO 19101:2002 Geographic information—Reference model (norma italiana: UNI-EN-ISO19101)
- ISO/TS 19103:2005 Geographic information—Conceptual schema language
- ISO 19105:2000 Geographic information—Conformance and testing (norma italiana: UNI-EN-ISO19105 Archiviato il 27 settembre 2007 in Internet Archive.)
- ISO 19106:2004 Geographic information—Profiles (norma italiana: UNI-EN-ISO19106 Archiviato il 27 settembre 2007 in Internet Archive.)
- ISO 19107:2003 Geographic information—Spatial schema (norma italiana: UNI-EN-ISO19107 Archiviato il 27 settembre 2007 in Internet Archive.)
- ISO 19108:2002 Geographic information—Temporal schema (norma italiana: UNI-EN-ISO19108 Archiviato il 27 settembre 2007 in Internet Archive.)
- ISO 19108:2002/Cor 1:2006 - Technical Corrigendum
- ISO 19109:2005 Geographic information—Rules for application schema (norma italiana: UNI-EN-ISO19109)
- ISO 19110:2005 Geographic information—Methodology for feature cataloguing
- ISO 19111:2003 Geographic information—Spatial referencing by coordinates (norma italiana: UNI-EN-ISO19111[collegamento interrotto])
- ISO 19112:2003 Geographic information—Spatial referencing by geographic identifiers (norma italiana: UNI-EN-ISO19112 Archiviato il 27 settembre 2007 in Internet Archive.)
- ISO 19113:2002 Geographic information—Quality principles (norma italiana: UNI-EN-ISO19113)
- ISO 19114:2003 Geographic information—Quality evaluation procedures (norma italiana: UNI-EN-ISO19114 Archiviato il 27 settembre 2007 in Internet Archive.)
- ISO 19114:2003/Cor 1:2005 - Technical Corrigendum
- ISO 19115:2003 Geographic information—Metadata (norma italiana: UNI-EN-ISO19115)
- ISO 19115:2003/Cor 1:2006 - Technical Corrigendum
- ISO 19116:2004 Geographic information—Positioning services (norma italiana: UNI-EN-ISO19116)
- ISO 19117:2005 Geographic information—Portrayal (norma italiana: UNI-EN-ISO19117)
- ISO 19118:2005 Geographic information—Encoding (norma italiana: UNI-EN-ISO19118)
- ISO 19119:2005 Geographic information—Services (norma italiana: UNI-EN-ISO19119)
- ISO/TR 19120:2001 Geographic information—Functional standards
- ISO/TR 19121:2000 Geographic information—Imagery and gridded data
- ISO/TR 19122:2004 Geographic information—Qualification and certification of personnel
- ISO 19123:2005 Geographic information—Schema for coverage geometry and functions (norma italiana: UNI-EN-ISO19123[collegamento interrotto])
- ISO 19125-1:2004 Geographic information—Simple feature access—Part 1: Common architecture (norma italiana: UNI-EN-ISO19125-1)
- ISO 19125-2:2004 Geographic information—Simple feature access—Part 2: SQL option (norma italiana: UNI-EN-ISO19125-2)
- ISO/TS 19127:2005 Geographic information—Geodetic codes and parameters
- ISO 19128:2005 Geographic information—Web map server interface norma italiana: UNI-EN-ISO19128[collegamento interrotto])
- ISO 19131:2007 Geographic information—Data product specifications
- ISO 19133:2005 Geographic information—Location-based services—Tracking and navigation (norma italiana: UNI-EN-ISO19133[collegamento interrotto])
- ISO 19134:2007 Geographic information—Location-based services—Multimodal routing and navigation
- ISO 19135:2005 Geographic information—Procedures for item registration (norma italiana: UNI-EN-ISO19135[collegamento interrotto])
- ISO 19136:2007 Geographic information—Geography Markup Language (GML)
- ISO 19137:2007 Geographic information—Core profile of the spatial schema
- ISO/TS 19138:2006 Geographic information - Data quality measures
- ISO/TS 19139:2007 Geographic information - Metadata - XML schema implementation

L'elenco aggiornato degli standard ISO serie 19100 (ufficiale) è disponibile sul sito ISO.